# Garfield County (Utah)
Garfield County is een van de 29 county's in de Amerikaanse staat Utah.
De county heeft een landoppervlakte van 13.401 km² en telt 4.735 inwoners (volkstelling 2000). De hoofdplaats is Panguitch.
De county omvat meerdere nationale parken, waarvan Bryce Canyon het bekendste is.

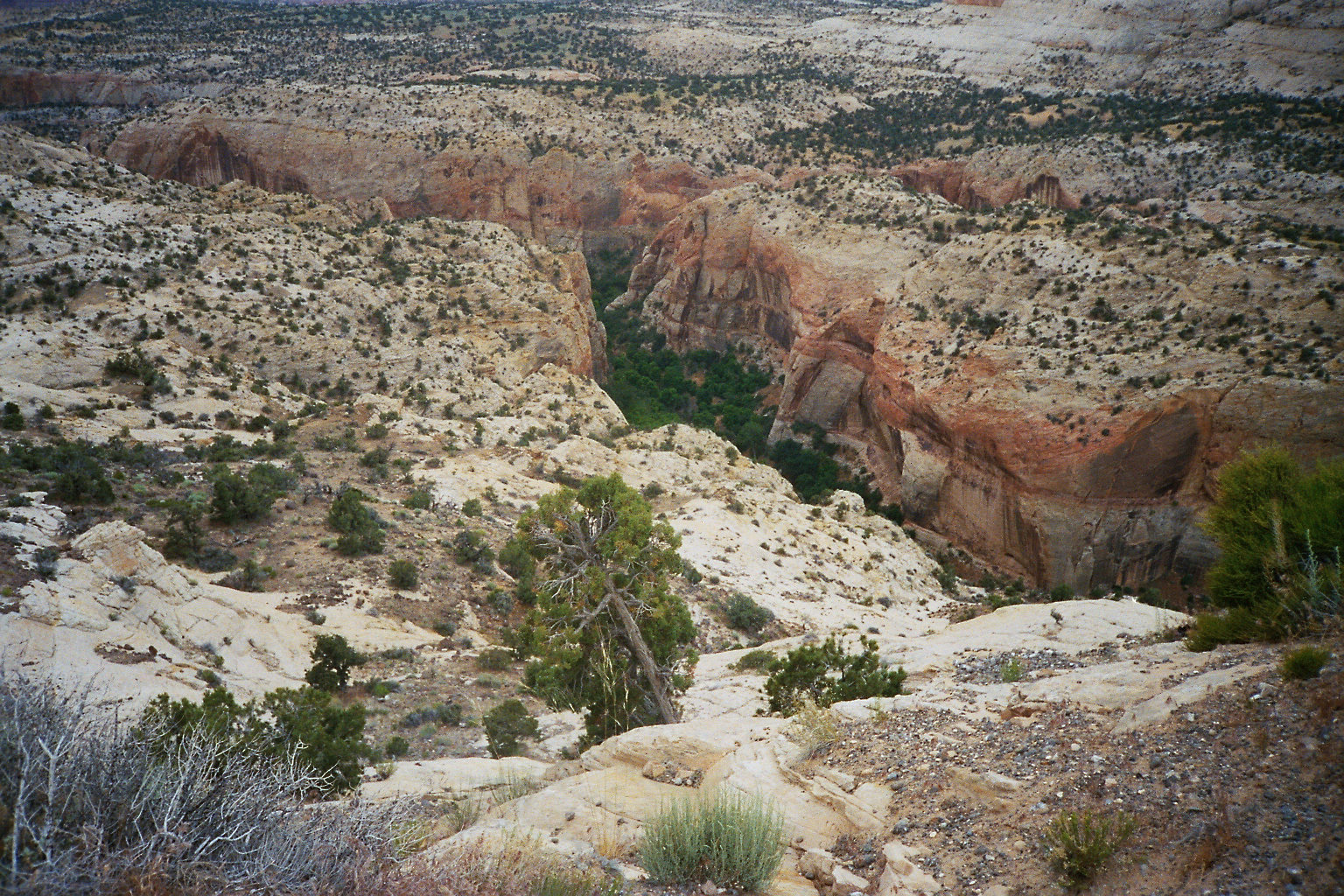
Uitzicht over de Escalante Canyons

## Aangrenzende county's
| Aangrenzende county's | Aangrenzende county's | Aangrenzende county's | Aangrenzende county's | Aangrenzende county's |
| --------------------- | --------------------- | --------------------- | --------------------- | --------------------- |
| Beaver                |                       | Piute, Wayne          |                       |                       |
|                       |                       |                       |                       |                       |
| Iron                  | San Juan              |                       |                       |                       |
|                       |                       |                       |                       |                       |
|                       |                       | Kane                  |                       |                       |

## Bevolkingsontwikkeling
Beaver · Box Elder · Cache · Carbon · Daggett · Davis · Duchesne · Emery · Garfield · Grand · Iron · Juab · Kane · Millard · Morgan · Piute · Rich · Salt Lake · San Juan · Sanpete · Sevier · Summit · Tooele · Uintah · Utah · Wasatch · Washington · Wayne · Weber